# Szkiełko Claude’a
Szkiełko Claude’a (także: czarne lustro) – lekko wypukłe, przyciemniane lusterko podróżne, rodzaj przedfotograficznej soczewki, używanej przez podróżników, artystów, malarzy pejzażowych oraz miłośników krajobrazów. Lusterko upraszczało i redukowało kolorystykę oglądanego pejzażu, powodując jego atrakcyjne dla odbiorcy uabstrakcyjnienie. Obraz widziany w czarnym lustrze upodabniał się do sentymentalnego malarstwa z XVIII i XIX wieku.